# Барнім I Добрий
Барнім І Добрий (пол. Barnim I Dobry; бл. 1219 — 13 листопада 1278) — Померанський князь з династії Грифичів. Князь Поморсько-Щецинський з 1220 року та Поморсько-Димінський з 1264, син Поморського князя Богуслава ІІ та княжни Мирослави.

## Біографія
Після смерті Богуслава ІІ Померанське князівство було розділено між його синами: Вартислав ІІ успадкував частину князівства зі столицею в Диміні, а Барнім — зі столицею в Щеціні. На момент вокняжіння був малим, тому регентом до його повноліття у 1233 році була князівна Мирослава.
У 1227 році відібрав у Ругії її частину Померанії, старався розширяти територію свого володіння. У 1245 році взяв в облогу Сантоцький замок, який належав польському князю Пшемислові І, проте змушений був відмовитись від облоги через переважаючі сили суперника. 1250 року на Померанію напали Бранденбурзькі маркграфи Іоанн та Оттон. Спочатку Барніму вдалось здолати їх, проте німці не припинили напади на Померанію, тому зрештою Барнім був змушений укласти мир на вигідних їм умовах: син Барніма, Богуслав одружувався на дочці Іоанна, а останній, в свою чергу взяв в дружини дочку Барніма, Ядвігу. Остання, як придане, принесла Бранденбургу Уккеранську область та місто Пренцлав.
У 1251 році знову безуспішно воював з Пшемислом ІІ. Після смерті брата, Вартислава ІІ успадкував його князівство, і таким чином об'єднав в своїх руках усю Померанію. У 1274 році закінчилось перемир'я із Священною Римською імперією та розгорілась нова війна за Померанію яка закінчилась успішно для Барніма.
Помер в 1278 році. Його володіння успадкував син, Богуслав IV.
Незважаючи на численні війни Барнім також розбудовував власну країну: закладав міста а також побудував собор у Щецині. Під час правління Барніма активізувалась німецька колонізація Померанії. Він активно заохочував поселенців, давав містам де вони селились Магдебурзьке та Любекське право.

## Сім'я та діти
1-а дружина: з 4 вересня 1238/18 липня 1242 Маріанна (ум. ок. 27 июня 1252). За одною з версій була дочкою короля Швеції Еріка X, за іншою — графа Орламюнде Альбрехта II, по треті — графа Ангальта Генріха I. Дети:
- Анастасія (бл. 1245 — 15 березня 1317);  з бл. 1259 р. дружина Генріха I (бл. 1230 — 2 січня 1302), князя Мекленбурга

2-а дружина: з бл. 1253/1254 Маргарита (після 1231 — до 27 травня 1261), дочка Миколая I, князя Верле. Діти:
- Богуслав IV (до 1258 — 19 лютого 1309), князь Поморский с 1278, князь Поморсько-Велегошський з 1295.

3-я дружина: до 20 травня 1267 Мехтильда (бл. 1248/1255 — 20 грудня 1316), дока маркграфа Бранденбурга Оттона III. Діти:
- Мирослава (бл. 1270 — 1328); чоловік з бл. 1285 Миколай I (?— 1323), граф Шверін-Виттенберга
- Беатріс (ум. 1315/1316); чоловік до 1290 Генрих II (?— після 1308), князь Верле-Пенцліна
- Мехтильда (ум. 1295)
- Барнім II (бл. 1277 — 28 травня 1295), князь Поморский
- Оттон I (1279 — 30/31 грудня 1344), князь Поморский, князь Поморсько-Щецинский з 1295 р.